# 織田長孺
織田 長孺（おだ ながつぐ）は、江戸時代中期から後期にかけての旗本。通称は亀五郎、大膳、号は鷹巌。

## 生涯
高家旗本織田信直の次男として誕生した。
寛政7年（1795年）12月3日、家督を相続する。高家職に就くことなく、俗にいう表高家衆として過ごす。天保6年（1835年）12月10日に隠居し、次男の長裕に家督を譲る。以後、鷹巌と称する。
嘉永2年(1849年)4月18日、死去。享年81。高野山奥の院に母、本人ら三つの家族の墓がある。

## 系譜
子女は2男。
- 父：織田信直
- 母：不詳
- 正室：南部信依の娘光
  - 次男：織田長裕
- 生母不明の子女
  - 男子：亀五郎